# Acmaeodera scalaris
Acmaeodera scalaris är en skalbaggsart som beskrevs av Mannerheim 1837. Acmaeodera scalaris ingår i släktet Acmaeodera och familjen praktbaggar. Inga underarter finns listade i Catalogue of Life.